# Kukiz'15
Kukiz’15 is een politieke beweging die in 2015 in Polen tot stand is gekomen naar aanleiding van de verrassende derde plaats die de rockmusicus Paweł Kukiz eerder dat jaar in de presidentsverkiezingen had behaald. Bij de parlementsverkiezingen van 2015 werd Kukiz’15, dat vooral kan worden gezien als een protestbeweging, de derde partij in het Poolse parlement.

## Geschiedenis

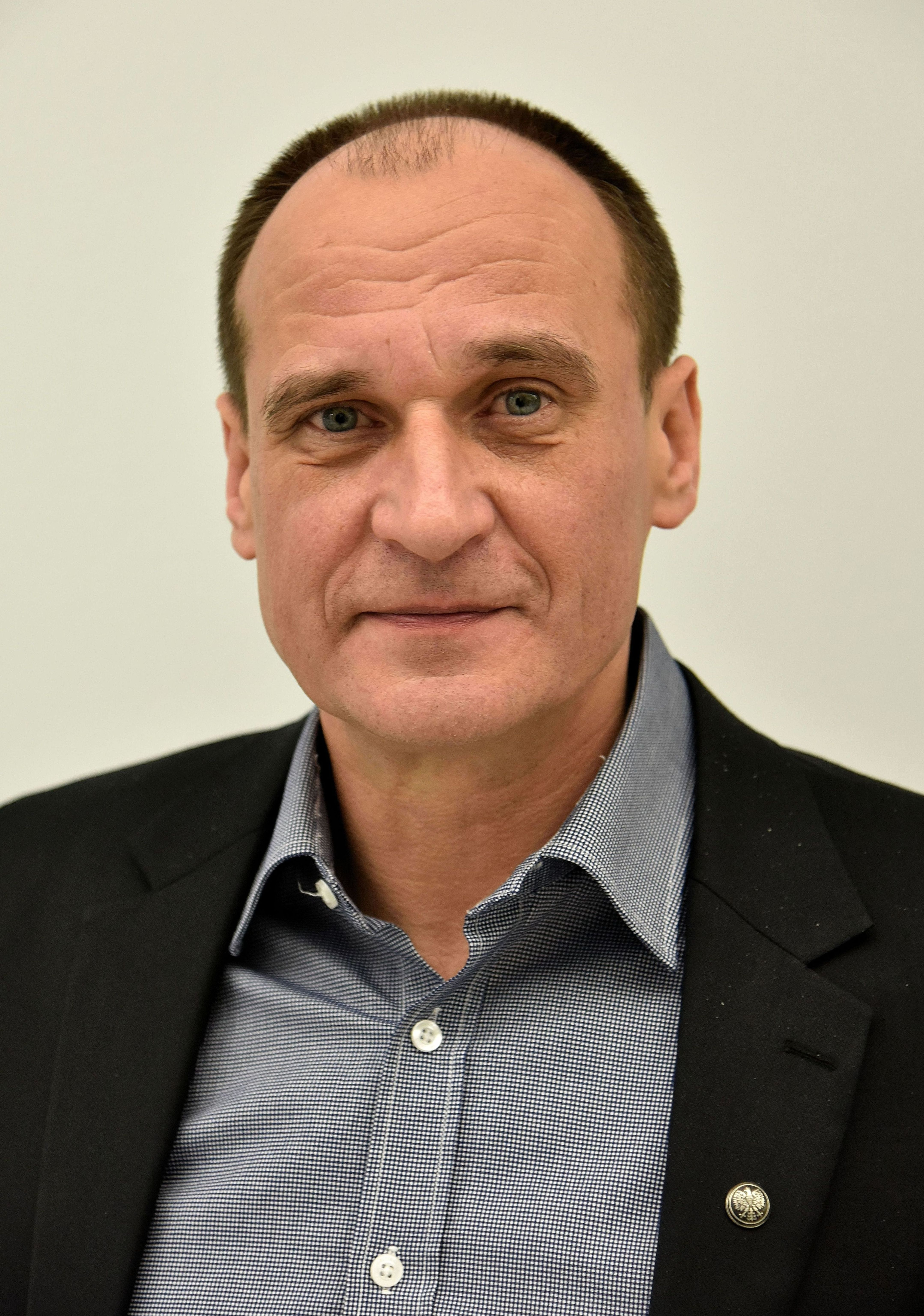
Paweł Kukiz

De eerste ronde van de Poolse presidentsverkiezingen op 24 mei 2015 was vooral een strijd tussen de zittende president Bronisław Komorowski en diens voornaamste uitdager Andrzej Duda. De derde plaats (20,8% van de stemmen) ging echter naar een volstrekte outsider in de Poolse politiek, de partijloze Paweł Kukiz, die tot voor kort zanger was van de bekende rockband Piersi ("Borsten"); onder de kiezers in de leeftijdscategorie van 18 tot 29 jaar bedroeg zijn score zelfs 42%.
Naar aanleiding van dit resultaat kwam het al snel tot speculaties over een eventuele deelname van een rondom Kukiz samengestelde kieslijst bij de parlementsverkiezingen van 25 oktober 2015. Volgens een opiniepeiling van 29 mei zou de Kukizbeweging op 25% van de stemmen kunnen rekenen, meer dan het regerende Burgerplatform, en volgens een peiling van 8 juni zou de Kukizbeweging in het parlement zelfs de grootste worden. Zelf wilde Kukiz echter niets van een nieuwe partij weten, naar eigen zeggen omdat dit zijn geloofwaardigheid zou aantasten. Wel besloot hij een kiescomité op te richten. Dit geschiedde officieel op 28 juli onder de naam Kukiz’15.
Het voornaamste programmapunt van de Kukizbeweging is een herziening van het kiesstelsel, waarbij het systeem van evenredige vertegenwoordiging bij verkiezingen voor de Sejm wordt omgezet in een systeem van één zetel per kiesdistrict. Afgezien daarvan heeft de beweging geen duidelijk programma. Wel kan het gedachtegoed van Kukiz worden gekenschetst als nationalistisch, sociaal-conservatief en katholiek. Op de kandidatenlijsten van Kukiz’15 staan naast partijlozen ook leden van rechtse en extreemrechtse groeperingen als de Nationale Beweging (Ruch Narodowy), de Unie voor Reële Politiek (UPR), het Congres van Nieuw Rechts (KNP), alsook leden van Rechts van de Republiek (Prawicy Rzeczypospolitej), Polska Razem, Solidair Polen, de Partij van de Arbeid (Stronnictwo Pracy) en Samoobrona.
In de opiniepeilingen liep de steun voor de Kukizbeweging geleidelijk terug. Uiteindelijk haalde Kukiz’15 bij de parlementsverkiezingen op 25 oktober 8,81% van de stemmen, goed voor 42 zetels in de Sejm. Daarmee werd het qua omvang de derde fractie, na PiS en het Burgerplatform. Van de 41 leden van deze fractie (een van de gekozen parlementariërs werd niet tot de fractie van Kukiz’15 toegelaten) zijn er zes lid van een politieke partij: vijf van de Nationale Beweging (van wie één tevens van de UPR) en een van de KNP.